# Trần Văn Phấn
Trần Văn Phấn (1920 – ?) là cựu sĩ quan Hải quân Việt Nam Cộng hòa, cấp bậc Đại tá Hải quân. Ông từng là Tư lệnh Hải quân Việt Nam Cộng hòa từ ngày 26 tháng 4 năm 1965 đến cuối tháng 9 năm 1966.

## Tiểu sử

### Thân thế
Trần Văn Phấn sinh năm 1920. Tốt nghiệp Trường Hàng hải Thương thuyền. Sau đó ông gia nhập Hải quân Việt Nam Cộng hòa, rồi tốt nghiệp Khóa 1 Trường Sĩ quan Hải quân Nha Trang vào năm 1952.

### Binh nghiệp
Ông tình nguyện phục vụ tại miền Bắc Việt Nam trong sáu tháng vào năm 1953, thuộc Hải đoàn Xung phong. Cùng năm, ông giữ chức Chỉ huy trưởng Liên đoàn 1 Hải đoàn Xung phong. Năm 1954, sau ba tháng đảm nhiệm chức vụ sĩ quan phụ tá Hải đoàn 21 Xung phong, ông tiếp tục phục vụ chín tháng trên nhiều loại tàu của Pháp, bao gồm tàu đổ bộ, tàu khu trục và tàu sân bay. Năm 1955, ông được bổ nhiệm làm Chỉ huy trưởng Hải đoàn 24 tại Vĩnh Long. Trong thời gian này, con trai của ông là Trần Hữu Nghĩa ra đời.
Sau đó, ông được điều động đến Căn cứ Hải quân Đà Nẵng công tác trong sáu tháng. Năm 1956, ông trở lại giữ chức Chỉ huy trưởng Hải tuần. Năm 1957, ông sang Mỹ du học và lưu trú tại Quân xưởng Olongapo. Cũng trong năm 1956, ông theo học Khóa huấn luyện Liên quân, và từng giữ chức Chỉ huy trưởng Căn cứ Hải quân Sài Gòn trước khi sang Mỹ theo học tại Trường Chỉ huy và Tham mưu. Về nước ông làm Tham mưu trưởng dưới quyền Đề đốc Chung Tấn Cang. Trong giai đoạn Hải quân Việt Nam Cộng hòa do Đại tá Hồ Tấn Quyền giữ chức Tư lệnh, yếu tố chính trị bắt đầu có ảnh hưởng rõ rệt đến lực lượng này. Đại tá Quyền thiệt mạng do trung thành với Tổng thống Ngô Đình Diệm và không ủng hộ cuộc đảo chính năm 1963 nên bị một thuộc cấp sát hại.
Sau cái chết của Đại tá Quyền, Trung tá Hải quân Chung Tấn Cang được thăng cấp Đại tá, sau đó là Phó Đề đốc, và nhanh chóng thăng Đề đốc vào năm 1965. Ngày 8 tháng 4 năm 1965, Đề đốc Cang bị ba chỉ huy lực lượng và nhiều đơn vị trưởng tố cáo có liên quan đến các hoạt động điều hành đoàn thương thuyền một cách bất hợp pháp. Cả hai phe liên quan đều bị tạm đình chỉ để phục vụ điều tra. Tướng Lê Nguyên Khang, Tư lệnh Thủy quân Lục chiến, được chỉ định tạm thời xử lý chức vụ Tư lệnh Hải quân. Sau đó, Đại tá Trần Văn Phấn, Tham mưu trưởng của Đề đốc Cang, được giao quyền Tư lệnh và Tư lệnh Hải quân. Tuy nhiên, ông chỉ đảm nhiệm chức vụ này trong thời gian ngắn từ năm 1965 đến năm 1966. Các sĩ quan liên quan đến vụ lật đổ Đề đốc Cang sau đó đều được phục hồi chức vụ, ngoại trừ Chỉ huy trưởng Giang lực.

### Sau năm 1975
Sau khi chính thể Việt Nam Cộng hòa sụp đổ vào ngày 30 tháng 4 năm 1975, không rõ số phận ông ra sao và mất vào lúc nào. 